# Christian Barnekow (diplomat)
Christian Barnekow, född 24 januari 1556 på Birkholm, död 21 februari 1612, var en dansk ämbetsman och militär.

## Biografi
Christian Barnekow var son till Hans Barnekow till Birkholm och Tølløse, och Mette Johansdatter Oxe till Nielstrup och Ryegaard. Redan vid fyra års ålder dog fadern men modern ombesörjde att han ändå fick en god uppfostran. Vid 18 års ålder begav han sig med sin lärare till Tyskland för sex års studier. Efter dessa år reste han för en kortare tid till Italien innan han blev skyndsamt hemkallad av sin moder som närmade sig sin död. 
Efter moderns död for han åter utomlands och mellan åren 1584–1586 vistades han i Frankrike, England och Skottland. Efter ännu en kort visit i sitt hemland Danmark återvände han till Tyskland och Basel för studier. Åren 1588 till 1591 tillbringade han med att resa och studera runt om i världen. Under denna tid besökta han Italien, Sicilien, Malta, Turkiet, Palestina och Egypten. Han sägs ha använt omkring 80 000 kronor på sina studieresor. 
Vid sin återkomst erhöll han en tjänst vid hovet och fick snart styrelsen över viktiga län i Skåne – bland annat Landskrona och Malmöhus – och användes i flera diplomatiska beskickningar, bland annat som sändebud till Skottland 1594, till England och Nederländerna 1597, till Emden 1604, sändebud till Polen och Brandenburg 1603, och följde kung Kristian IV till England 1606. 
Han gifte sig 1598 med Margareta Brahe, dotter till riksrådet Henrik Brahe till Vittskövle och Lena Tagesdatter Thott (linjen till Näs) till Osbyholm. De fick sonen Hans Barnekow (1601–1630), som gifte sig första gången med Lisbet Clausdatter Bille (1608–1628), med två döttrar, och andra gången med Else von Bülow av Wedendorf (1611–1635), och fick döttrarna Lene Barnekow (1603–1658), gift med Tønne Friis till Hesselager, och Anne Barnekow, gift med Henning Walkendorff till Brangstrup.  
Mest berömd är han dock genom sin död i striden på Kölleryds hed. Enligt sägnen skulle Barnekow där ha offrat sitt eget liv för att rädda Kristian IV. Kungens häst ska vid ett språng över en gärdsgård ha spetsats på en stör. För att undgå att Kristian IV föll i svenskarnas händer överlät Barnekow sin häst åt kungen med orden " Min häst ger jag åt eders majestät, och uppoffrar åt fienden mitt liv". Kungen undkom oskadd men han föll själv offer för svenskarna. En sten med "Christian Barnekows blod" visas ännu där, och en inskription erinrar om händelsen. Sägnen är dock av sent datum och saknar sannolikt verklighetsbakgrund. Christian Barnekow ligger begraven i familjegraven i Töllöse kyrka på Själland.